# 집주인은 사춘기!
《집주인은 사춘기!》(大家さんは思春期!)는 미나세 루루우가 그린 일본의 4컷 만화 작품이다. 호분샤의 "망가 타임" 2012년 6월호부터 연재 중이다. 같은 사의 "망가 타임 패밀리"에서도 여러 회의 게스트 게재를 거쳐 2014년 2월부터 연재가 시작되었다.

## 서적 정보
- 미나세 루루우 《집주인은 사춘기!》 호분샤 〈망가 타임 코믹스〉, 기간 4권

1. 2013년 10월 22일 제 1쇄 발행 (2013년 10월 7일 발매), ISBN 978-4-8322-5235-6
2. 2014년 3월 21일 제 1쇄 발행 (2014년 3월 6일 발매), ISBN 978-4-8322-5272-1
3. 2014년 8월 22일 제 1쇄 발행 (2014년 8월 7일 발매), ISBN 978-4-8322-5311-7
4. 2015년 5월 22일 제 1쇄 발행 (2015년 5월 7일 발매), ISBN 978-4-8322-5381-0

## TV 애니메이션
2016년 1월부터 3월까지 방송되었다.
※이하의 출처:

### 스태프
- 감독 - 오가와 유우키
- 캐릭터 디자인・총작화감독 - 시미즈 아츠키
- 음악 - Arte Refact
- 음악제작 - 킹레코드, bilibili
- 제작 프로덕션 - 세븐 아크스 픽쳐스

### 주제가
Shining Sky
노래 - every♥ing!

### 각화 리스트
| 화수 | 일본어 부제            | 번역 부제               |
| ---- | ---------------------- | ----------------------- |
| 01화 | 大家さんは女の子！     | 집주인은 여자애!        |
| 02화 | 大家さんは家庭的！     | 집주인은 가정적!        |
| 03화 | 大家さんは無自覚？     | 집주인은 무자각?        |
| 04화 | 大家さんは世話焼き！   | 집주인은 참견쟁이!      |
| 05화 | 大家さんはひとり好き？ | 집주인은 혼자가 좋아?   |
| 06화 | 大家さんは注目の的！   | 집주인은 주목의 대상!   |
| 07화 | 大家さんは料理人！     | 집주인은 요리인!        |
| 08화 | 大家さんは銭湯通い！   | 집주인은 목욕탕 다니기! |
| 09화 | 大家さんは変わり者？   | 집주인은 괴짜?          |
| 10화 | 大家さんは成長中？     | 집주인은 성장 중?       |
| 11화 | 大家さんはお目が高い！ | 집주인은 눈이 높아!     |
| 12화 | 大家さんはやっぱり…！  | 집주인은 역시…!         |

### 영상 소프트
2016년 4월 27일에 캐러애니에서 발매되었다. Blu-ray 초회생산판(특전 부록), Blu-ray 통상판, DVD 통상판의 3종류로 발매되었다.